# Oczy szeroko zamknięte
Oczy szeroko zamknięte (ang. Eyes Wide Shut) – thriller erotyczny z 1999 roku w reżyserii Stanleya Kubricka. Film nakręcono na podstawie powieści Arthura Schnitzlera.

## Zarys fabularny
Bill Harford (Tom Cruise) jest lekarzem, a jego żona Alice (Nicole Kidman) prowadzi galerię. Wraz z córeczką zajmują apartament na Manhattanie. Są zamożni i obracają się wśród bardzo wpływowych ludzi. W ich długoletnie, spokojne małżeństwo zaczyna wkradać się nuda. Pewnego dnia na przyjęciu William zaczyna zdawać sobie sprawę ze swych fascynacji erotycznych. Niezaspokojone fantazje seksualne sprawiają, że małżonkowie coraz bardziej oddalają się od siebie. Poszukiwanie erotycznego spełnienia o mało nie doprowadza do tragedii.

## Obsada
- Tom Cruise – doktor William „Bill” Harford
- Nicole Kidman – Alice Harford
- Sydney Pollack – Victor Ziegler, pacjent Billa
- Todd Field – Nick Nightingale
- Marie Richardson – Alan Cumming
- Madison Eginton – Helena Harford
- Thomas Gibson – Carl
- Tres Hanley
- Rade Šerbedžija – Milich
- Vinessa Shaw – Domino
- Leelee Sobieski – córka Milicha
- Jackie Sawiris – Roz
- Colin Angus – zamaskowany uczestnik przyjęcia

i inni